# Verordnung (EU) Nr. 517/2014 über fluorierte Treibhausgase

Schrittweise Verringerung der Verkaufsmengen bis 2030

Die neue F-Gase-Verordnung (eigentlich Verordnung (EU) Nr. 517/2014 des Europäischen Parlaments und des Rates vom 16. April 2014 über fluorierte Treibhausgase und zur Aufhebung der Verordnung (EG) Nr. 842/2006) löste die bisherige Verordnung (EG) Nr. 842/2006 über bestimmte fluorierte Treibhausgase ab. Die neue F-Gase-Verordnung trat am 9. Juni 2014 in Kraft und gilt seit dem 1. Januar 2015. Kältemittelfüllmengen werden seither nicht mehr in kg, sondern nach ihrem Treibhauspotential gewichtet. Mit ihr sollen die Emissionen von fluorierten Treibhausgasen (F-Gasen) in der EU vom Stand des Jahres 2005 um 60 % auf 35 Millionen Tonnen CO2-Äquivalent bis zum Jahr 2030 verringert werden. Die Verordnung dient auch der Umsetzung der Verpflichtungen aus den Kigali-Änderungen am Montreal-Protokoll von 2016.
Dies soll durch die:
- Einführung einer schrittweisen Beschränkung der am Markt verfügbaren Mengen an teilfluorierten Kohlenwasserstoffen (HFKW) bis zum Jahr 2030 auf ein Fünftel der heutigen Verkaufsmengen,
- Erlass von Verwendungs- und Inverkehrbringungsverboten, sobald dies möglich ist,
- Erweiterung der bestehenden Regelungen zu Dichtheitsprüfungen, Zertifizierung, Entsorgung und Kennzeichnung

erreicht werden.
F-Gase bezeichnet im Sinne der Verordnung bestimmte fluorierte Treibhausgase die jeweils im Anhang I der Verordnung aufgeführt sind:
- teilfluorierten Kohlenwasserstoffe (H-FKW),
- perfluorierte Kohlenwasserstoffe (FKW),
- Schwefelhexafluorid (SF6) und
- andere Treibhausgase, die Fluor enthalten, oder Gemische, die einen dieser Stoffe enthalten.

## Verbote
Bestandsanlagen dürfen zunächst ohne Beschränkung weiter genutzt werden. Es bestehen jedoch Betreiberpflichten zur Emissionsminderung etwa durch Dichtheitsprüfungen und durch die Pflicht, Lecks unverzüglich zu schließen.

### Inverkehrbringungsverbote
Seit dem 1. Januar 2015 ist das Inverkehrbringen von Brandschutzeinrichtungen mit HFKW-23 und Haushaltskühlschränken und -gefriergeräten mit HFKW mit einem Treibhauspotential von mehr als 150 verboten.
Seit dem 1. Januar 2020  dürfen gewerblich genutzte Kühlgeräte nur in Verkehr gebracht werden, wenn sie HFKW mit einem Treibhauspotential von weniger als 2500 enthalten, nach dem 1. Januar 2022 nur noch mit einem Treibhauspotential von weniger als 150.
Ab 2025 ist das Inverkehrbringen von Mono-Splitklimaanlagen mit weniger als 3 kg fluorierten Treibhausgasen, die HFKW mit einem Treibhauspotential von mehr als 750 benötigen verboten.

### Verwendungsverbote
Einzelverbote betreffen unter anderem die Verwendung von Schwefelhexafluorid im Magnesiumdruckguss auch für Anlagen, die weniger als 850 kg SF6 pro Jahr verwenden.
Ebenso ist die Verwendung von Kältemitteln (gemeint ist hier das Befüllen mit Frischware!) mit einem Treibhauspotential von mehr als 2.500 (GWP) auch für Bestandsanlagen mit einer Füllmenge von mehr als 40 Tonnen CO2-Äquivalent ab dem 1. Januar 2020 verboten.
XPS-Schäume dürfen ab 2020 nur noch HFKW mit einem Treibhauspotential von weniger als 150 enthalten.

## Verringerung der Freisetzung
Bereits die Hersteller fluorierter Verbindungen haben alle Vorkehrungen zur „bestmöglichen Begrenzung“ der Emissionen auch bei der späteren Beförderung und Lagerung zu treffen.
Alle (Kälte- und Klima-) Anlagen, die mehr als fünf Tonnen CO2-Äquivalent enthalten, müssen mindestens jährlich einer Dichtheitskontrolle unterzogen werden, die durch die Betreiber zu veranlassen ist. Die Prüfungen sind vom Betreiber und vom Fachunternehmen, das sie durchgeführt hat, je zu dokumentieren. Diese Aufzeichnungen sind mindestens 5 Jahre zu verwahren und der zuständigen Behörde auf Anfrage zur Verfügung zu stellen.
Dieses jährliche Prüfungsintervall verkürzt sich bei Anlagen,
- die mehr als 50 Tonnen CO2-Äquivalent F-Gase enthalten, auf eine halbjährliche, und bei solchen,
- die mehr als 500 Tonnen CO2-Äquivalent F-Gase enthalten, auf eine vierteljährliche Kontrolle.

Anlagen, die mehr als 500 Tonnen CO2-Äquivalent F-Gase enthalten, müssen zudem ein Leckage-Erkennungssystem haben; das ist ein kalibriertes mechanisches, elektrisches oder elektronisches Gerät, das das Austreten fluorierter Treibhausgase aus Lecks feststellt und den Betreiber oder Wartungsunternehmer bei jeder Leckage warnt. Mit Leckage-Erkennungssystem verdoppeln sich die ansonsten geforderten Zeitabstände zwischen den Dichtigkeitsprüfungen (5 t = 24 Monate, 50 t = 12 Monate, 500 t = 6 Monate). Allerdings ist dieses Leckageerkennungssystem alle 12 Monate einer Überprüfung zu unterziehen. Dadurch macht ein solches System nur Sinn zur Emissionsminderung, nicht zur Reduzierung der Dichtheitsprüfungsintervalle.
Außerdem haben die Betreiber von ortsfesten Einrichtungen oder von Kälteanlagen von Kühllastkraftfahrzeugen und -Anhängern die Rückgewinnung der fluorierten Treibhausgase, die darin enthalten waren, durch natürliche Personen mit Zertifikat abzusichern; deren Zertifizierung regelt diese Verordnung ebenfalls.
Im Übrigen gelten für Kälteanlagen weitere technische Normen und Richtlinien, die ohnehin eine regelmäßige Dichtheitsprüfung (mindestens jährlich) vorgeben. So die BGR 500, Teil 2.35, die Betriebssicherheitsverordnung, das VDMA Einheitsblatt 24186 und die DIN EN 378 (Teil 1–4).

## Anwendung, Umsetzung in Deutschland, Außerkrafttreten
Als Europäische Verordnung ist diese im Bereich der EU unmittelbar gültig und muss nicht in nationales Recht übertragen werden.
Zur Anpassung  wurde die Chemikalien-Klimaschutzverordnung überarbeitet und die Chemikalien-Sanktionsverordnung  ergänzt. Unternehmen, die ihre Quote für das Inverkehrbringen von teilfluorierten Kohlenwasserstoffen überschritten haben, wird die Quote um das Doppelte der Überschreitung gekürzt.
Die Verordnung (EU) Nr. 517/2014 wurde durch die Verordnung (EU) 2024/573 aufgehoben und ersetzt.

## Sanktionen
In Deutschland stellen Verstöße gegen bestimmte Inverkehrbringungs- oder Verwendungsverbote eine Straftat nach dem Chemikaliengesetz dar; andere Verstöße werden als Ordnungswidrigkeit geahndet.